# Megascolia procer
Megascolia procer is een wesp uit de familie van de Scoliidae.

## Kenmerken
Deze insecten hebben een zwart lichaam met op het borststuk en achterlijf enkele rode vlekken. De poten zijn behaard en de vleugelrand van de bruine vleugels is gerimpeld.

## Leefwijze
Ze graven gangen op zoek naar hun prooi, de larven van de meikever. Ze verlammen de grote witte larven eerst met hun steek, om daarna hun eieren in het verlamde lichaam af te zetten.
De steek is erg pijnlijk, maar het insect is niet agressief.

## Verspreiding en leefgebied
Deze soort komt voor op Java, Borneo en Sumatra en parasiteert op mestkeverlarven.